# Osmia niveibarbis
Osmia niveibarbis là một loài Hymenoptera trong họ Megachilidae. Loài này được Pérez mô tả khoa học năm 1902.